# معماری آردی‌ان‌ای

نمودار یک بلوک از واحد پردازش گرافیکی مبتنی بر ریزپردازندهٔ معماری آردی‌ان‌ای.

معماری آردی‌ان‌ای (به انگلیسی: AMD RDNA Architecture) اسم رمز ریزمعماری واحد پردازش گرافیکی به همراه مجموعه دستورالعمل‌های مرتبط با پردازش مرکزی از جانب شرکت ای‌ام‌دی است که به عنوان جانشینی بر مجموعهٔ پیشین این شرکت، موسوم به جی‌سی‌ان از آن یاد می‌شود. اولین محصول ارائه شده مبتنی بر این ریزمعماری، کارت‌های ای‌ام‌دی رادئون سری ۵۰۰۰ خواهد بود که در تاریخ ۷ ژوئیه ۲۰۱۹ ارایه خواهند شد. این مجموعه همچنین قرار است در نسل بعدی محصولات موبایل و ریزمعماری اصلی کنسول بازی ویدئویی نسل آینده سونی و میکروسافت مورد استفاده قرار بگیرد.